# باشگاه فوتبال ساماریتینه
باشگاه فوتبال ساماریتینه یک باشگاه فوتبال حرفه‌ای در مارتینیک است که در شهر سن مری بازی می‌کند.
این باشگاه در لیگ ملی مارتینیک بازی میکند.